# Kobilje (Słowenia)
Kobilje – wieś w Słowenii, siedziba gminy Kobilje. W 2018 roku liczyła 559 mieszkańców.